# Eulàlia Canal
Eulàlia Canal Iglésias (Granollers, Vallés Oriental, 6 de marzo de 1963) es una autora en lengua catalana de literatura infantil y juvenil, y poeta. Psicóloga de profesión, ha colaborado en diferentes proyectos infantiles en el campo de la música y el teatro, y escrito letras para canciones infantiles. Su obra ha ganado diversos premios de literatura infantil.

## Galardones
- 2008 Premio Atrapallibres
- 2006 Premio Barcanova de literatura infantil y juvenil, por Un petó de mandarina[3]
- 1998 Premio Comarcal de Òmnium Cultural de Granollers de poesía, por Andana blanca[4] también un premio nobel a la autora mas expresiva